# Лак-Вер
Лак-Вер (фр. Lac Vert, дословно — «Зелёное озеро») — небольшое озеро на склоне горной цепи Вогезы. Расположено в глубине долины Мюнстер. Площадь поверхности — 0,072 км². Объём воды — 581000 м³. Высота над уровнем моря — 1044 м.
Озеро находится у подножия массива Тане, пики которого возвышаются от 1000 до 1280 метров над уровнем моря. Ландшафт массива Тане формируют ледниковые цирки озёр Лак-Вер и Лак-де-Трюит. С конца июня по конец июля быстрое цветение водорослей делает воду зеленовато-мутной, отчего озеро и получило название «зелёное».